# Карабузино (Московская область)
Карабузино — деревня в Волоколамском районе Московской области России, входит в состав сельского поселения Спасское. Население — 7 чел. (2010).

## География
Деревня Карабузино расположена на западе Московской области, в южной части Волоколамского района, примерно в 19 км к югу от города Волоколамска, в 97 км на запад от Московской кольцевой автодороги, в 115 км от центра города Москвы. Ближайшие населённые пункты — деревни Акулово, Бутаково, Судниково и Якшино.

## Население
| 1859 | 1890 | 1899 | 1926 | 2002 | 2006 | 2010 |
| ---- | ---- | ---- | ---- | ---- | ---- | ---- |
| 214  | ↘148 | ↘109 | ↗160 | ↘5   | ↗11  | ↘7   |

## История
В «Списке населённых мест» 1862 года Карабзино — казённая деревня 1-го стана Рузского уезда Московской губернии на просёлочной дороге между Волоколамским и Воскресенским трактами, в 23 верстах от уездного города, при пруде, с 27 дворами и 214 жителями (105 мужчин, 109 женщин).
По данным на 1890 год — деревня Судниковской волости Рузского уезда с 148 душами населения.
В 1913 году — 32 двора.
По материалам Всесоюзной переписи населения 1926 года — деревня Судниковского сельсовета Судниковской волости Волоколамского уезда в 13 км от Осташёвского шоссе и 12 км от станции Волоколамск Балтийской железной дороги. Проживало 160 жителей (64 мужчины, 96 женщин), насчитывалось 34 крестьянских хозяйства.
С 1929 года — населённый пункт в составе Волоколамского района Московского округа Московской области. Постановлением ЦИК и СНК от 23 июля 1930 года округа как административно-территориальные единицы были ликвидированы.
1929—1939, 1957—1963, 1965—1994 гг. — деревня Судниковского сельсовета Волоколамского района.
1939—1957 гг. — деревня Судниковского сельсовета Осташёвского района.
1963—1965 гг. — деревня Судниковского сельсовета Волоколамского укрупнённого сельского района.
1994—2006 гг. — деревня Судниковского сельского округа Волоколамского района.
С 2006 года — деревня сельского поселения Спасское Волоколамского муниципального района Московской области.